# Seychellenparadiesschnäpper

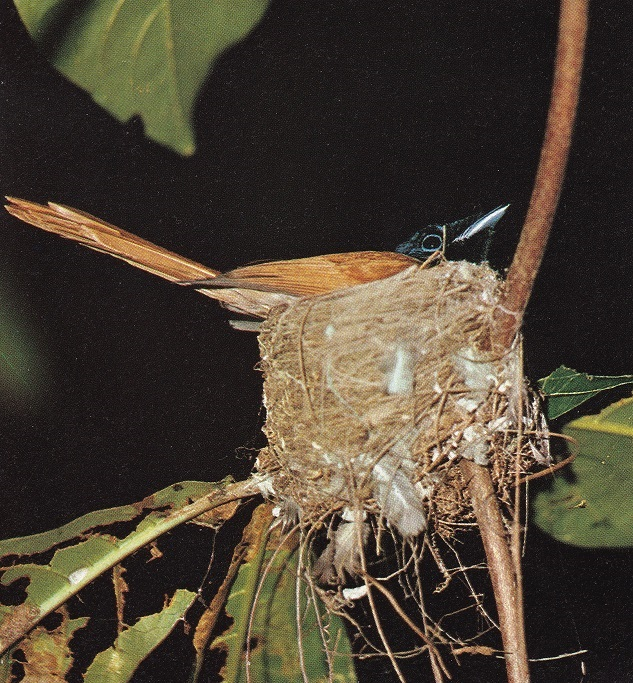
Weibchen des Seychellenparadiesschnäppers im Nest

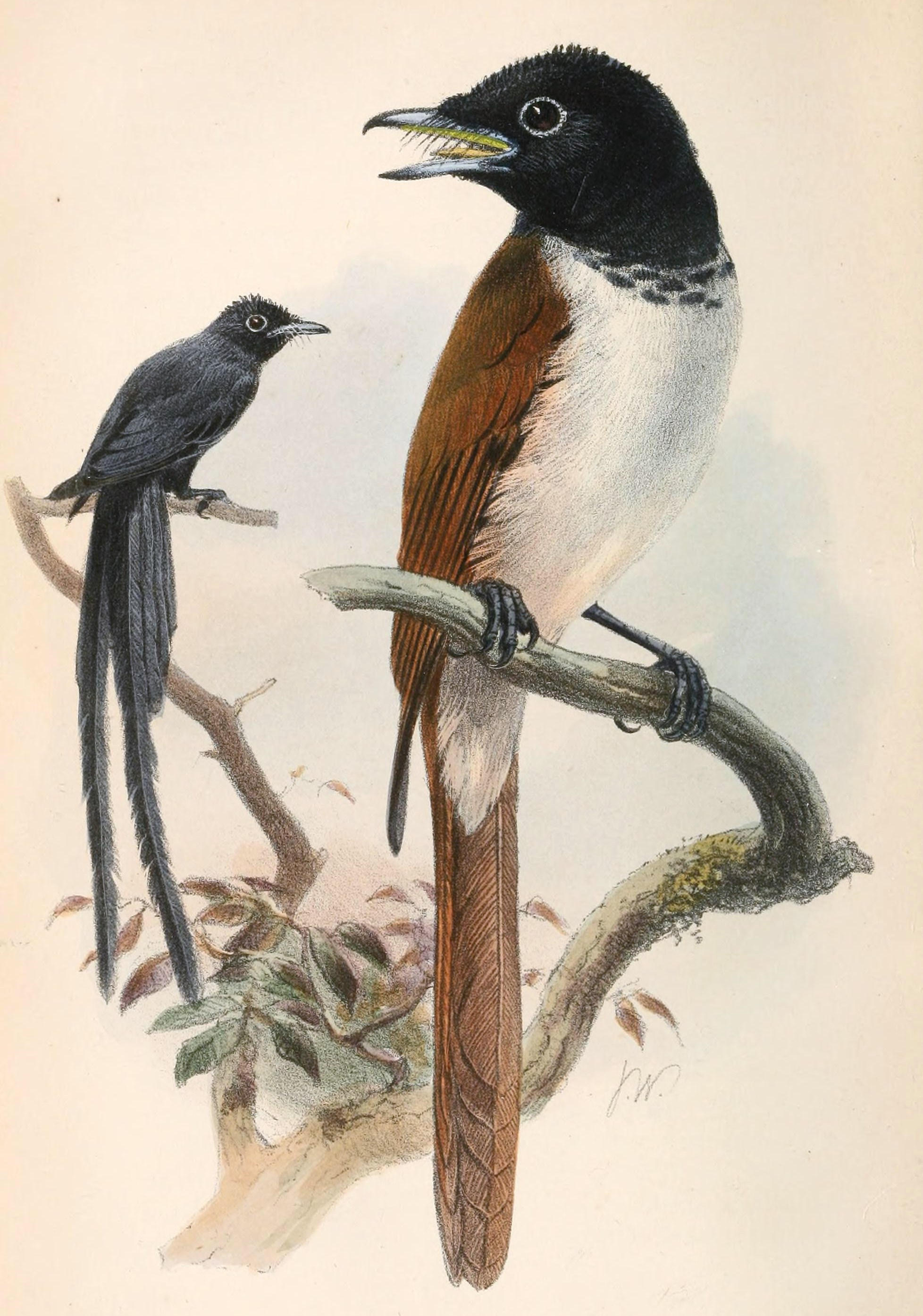
Geschlechtsdimorphismus zwischen Männchen (hinten) und Weibchen (vorne), Illustration von Joseph Wolf

Der Seychellenparadiesschnäpper (Terpsiphone corvina), auch als Seychellen-Paradiesschnäpper oder Rabenparadiesschnäpper bezeichnet, ist eine seltene Vogelart aus der Familie der Monarchen, die auf den Seychellen endemisch ist.

## Beschreibung
Zwischen Männchen und Weibchen herrscht ein starker Geschlechtsdimorphismus. Die Männchen erreichen eine Körperlänge von 20 Zentimetern, hinzu kommen die beiden 22 bis 31 Zentimeter langen mittleren Schwanzfedern. Das Gefieder ist glänzend blauschwarz. Der Schwanz ist schwarz. Die braune Iris ist von einem hellblauen Augenring umgeben. Der Schnabel ist hellblau. Die Beine sind schieferblau. Die Weibchen sind 17 bis 20 Zentimeter lang, ihnen fehlen die verlängerten Schwanzfedern. Der Kopf ist schwarz. Rücken, Flügel und Schwanz sind kastanienbraun. Kehl- und Kragenband sowie die Unterseite sind cremeweiß. Augenring und Schnabel sind hellblau. Der Schnabel ist schwärzlich mit einem hellen Unterkiefer. Die Beine sind schwärzlich. Das Gefieder der Jungvögel ähnelt dem der Weibchen ist aber stumpfer und bräunlicher.

## Lebensraum und Vorkommen
Der Lebensraum des Seychellenparadiesschnäppers sind Tieflandlaubwälder auf der Insel La Digue in der Nähe von sumpfigen Gelände, die von Katappenbäumen und Calophyllum inophyllum dominiert sind. Er bewohnt die Waldbereiche von 2 bis 17 Metern Höhe über dem Boden.

## Nahrung
Der Seychellenparadiesschnäpper geht zwischen den Katappen- und Calophyllum-Bäumen auf Nahrungssuche. Seine Nahrung besteht zu 90 % aus Insekten und zu 10 % aus Spinnen, die entweder von der Blattoberfläche gepickt oder im Flug erbeutet werden.

## Fortpflanzung
Während des Monsuns im September führen die Männchen heftige Luftkämpfe über den Grenzen ihre Reviere, wobei vor allem die langen Schwanzfedern zur Geltung kommen. Der Seychellenparadiesschnäpper brütet das gesamte Jahr über. Der Höhepunkt ist jedoch in den feuchten Monaten zwischen November und April. Das kleine napfförmige Nest wird an die Spitze herabhängender Zweige der Katappen- und Calophyllum-Bäume geflochten. Beide Geschlechter errichten das Nest, das aus Zweigen und Fasern besteht und an der Nestwand mit Spinnweben verstärkt wird. Das einzige Ei ist weißlich mit bräunlichroten Flecken. Die Brutzeit beträgt 17 Tage. Nach 14 bis 15 Tagen sind die Jungen flügge. Anschließend werden sie noch weitere zwei Monate von den Eltern versorgt.

## Status
Der Seychellenparadiesschnäpper wurde 1860 auf Praslin entdeckt. Hier wurde er allerdings zuletzt zwischen 1945 und 1950 nachgewiesen. Auf Curieuse wurde er zuletzt 1906 gesichtet und 1936 zuletzt auf Félicité. 1970 wurden 50 Individuen auf La Digue gezählt. 1977/78 waren es 70 bis 80 Exemplare. 1981 wurde das Schutzgebiet La Digue Veuve Special Reserve geschaffen. 1988 gab es 90 bis 100 Individuen. 1995 hatte sich die Population auf 150 bis 200 Exemplare erhöht. Bei einer Zählaktion im Jahre 2000 wurden 104 bis 139 Paare nachgewiesen. 2002 wurde ein weiteres Reservat mit einer Fläche von 21 Hektar errichtet. Ab 1999 begann man mit den Ratten- und Katzenbeseitigungsprogrammen auf den Inseln Curieuse, Denis Island und Frégate. 2005 wurden die ersten Exemplare des Seychellenparadiesschnäppers nach Denis Island gebracht, wo 2009 die erste erfolgreiche Jungenaufzucht außerhalb von La Digue seit 60 Jahren gelang.
Als Hauptgefährdung gilt Lebensraumverlust. Durch Rodungen und Seuchen ging der Bestand der Calophyllum-Bäume stark zurück. Weitere Gründe für seine Seltenheit sind die touristische Erschließung, der Bau von Privathäusern, die Nachstellung durch Ratten und Katzen sowie der Brutparasitismus durch den Seychellen-Rotschnabelbülbül (Hypsipetes crassirostris). In der Vergangenheit spielte auch die Jagd eine Rolle, wobei die Vögel entweder als Nahrung gefangen oder von Jugendlichen mit Zwillen von den Bäumen geschossen wurden.